# Séboré Daouda
 (octobre 2020).
Si vous disposez d'ouvrages ou d'articles de référence ou si vous connaissez des sites web de qualité traitant du thème abordé ici, merci de compléter l'article en donnant les références utiles à sa vérifiabilité et en les liant à la section « Notes et références ».
Séboré Daouda est un village du Cameroun situé dans le département de la Bénoué et la région du Nord. Il fait partie de la commune de Bibémi. Le Plan Communal de Développement de Bibémi[réf. incomplète] prévoyait à Séboré Daouda la construction de puits, d’un magasin de stockage de produits secs, l’acquisition d’une égraineuse de maïs et l’ouverture de pistes agricoles.  

## Population
Selon le Plan Communal de Développement de Bibémi daté de Mai 2014, la localité comptait 1027 habitants. Le nombre d’habitants de Séboré Daouda était de 820 selon le recensement de 2005.[source insuffisante]